# Costel-Eugen Popescu
Costel-Eugen Popescu (n. 29 aprilie 1944, Cremenari, Vâlcea - d. 1 martie 2022) este un fost deputat român.  Costel-Eugen Popescu a fost validat ca deputat legislatura 1992-1996 pe data de 4 septembrie 1995, când l-a înlocuit pe deputatul Mihail Viziru. Costel-Eugen Popescu era membru în Partidul Socialist al Muncii iar din septembrie 1996 a fost deputat neafiliat. În legislatura 2000-2004, deputatul Costel-Eugen Popescu a fost validat pe data de 22 octombrie 2001, când l-a înlocuit pe deputatul Nicolae-Doru Florescu. Deputatul Costel-Eugen Popescu a fost membru al Partidului România Mare.

## Legături externe
- Costel-Eugen Popescu[nefuncțională – arhivă]
 la cdep.ro